# Xpeng Mona M03
Xpeng Mona M03 – elektryczny samochód osobowy klasy kompaktowej produkowany pod chińską marką Xpeng od 2024 roku.

## Historia i opis modelu

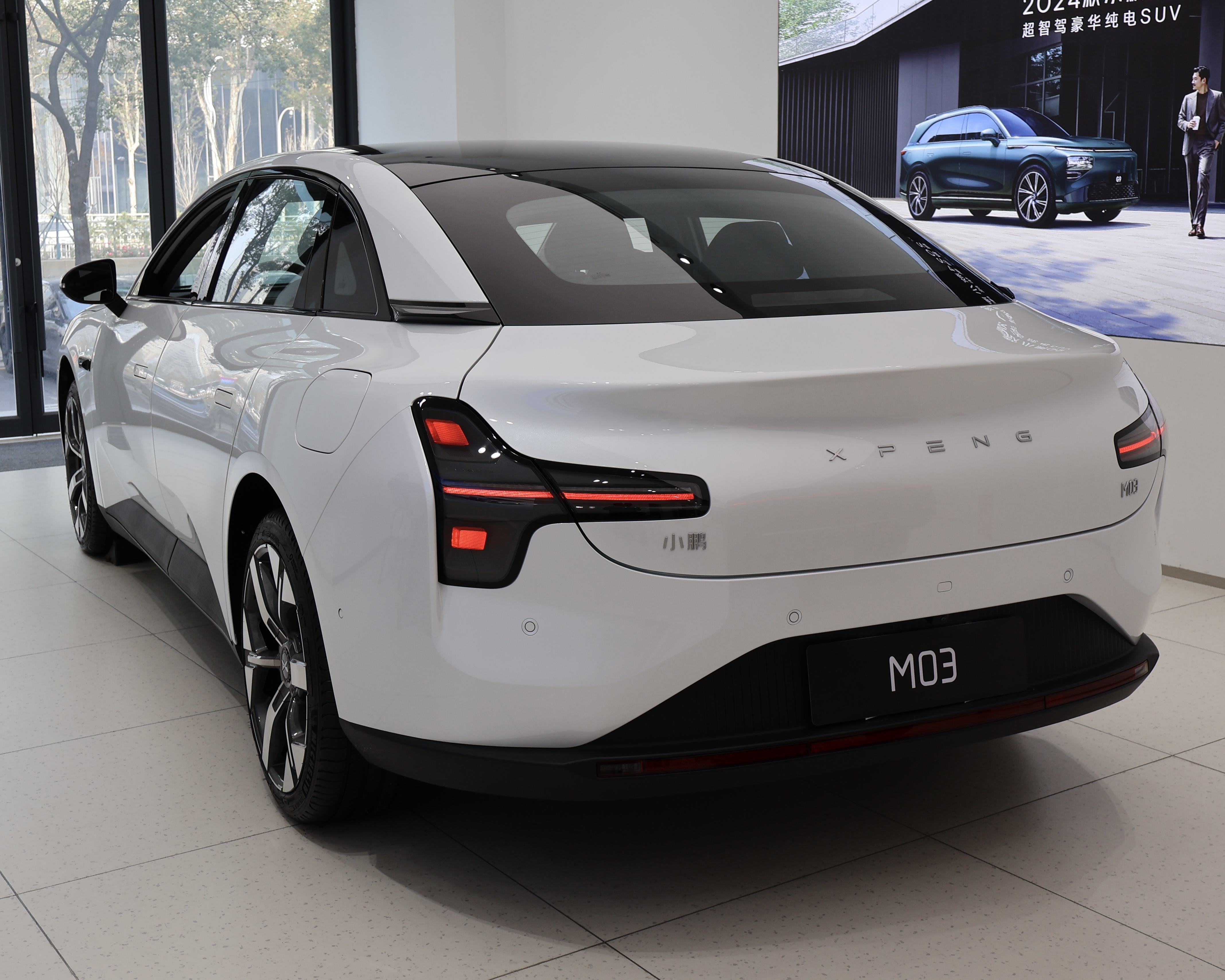
Xpeng Mona M03 - tył

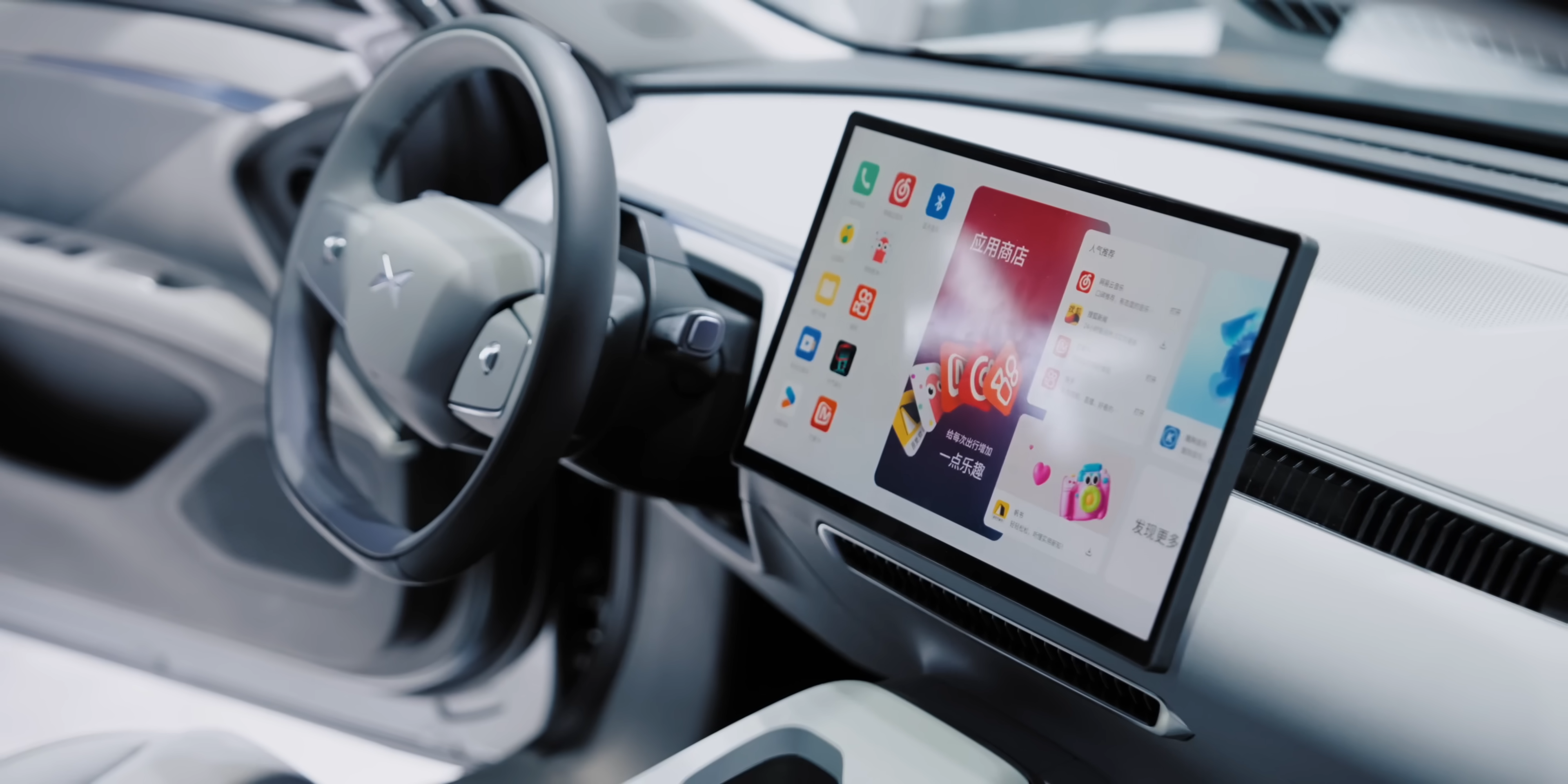
Xpeng Mona M03 - wnętrze

W lipcu 2024 roku Xpeng Motors przedstawił pierwszy model z nowej linii modelowej Mona, która skoncentrowała się na innym wyglądzie w stosunku do dotychczasowego portfolio chińskiej firmy oraz bardziej przystępnym cenowo charakterze. Charakterystyczną cechą Xpenga Mona M03 zostało trójramienne oświetlenie w formie dwóch połączonych bumerangów, które przyozdobiły zarówno przednią, jak i tylną część nadwozia.
Kształt nadwozia M03 został podyktowany właściwościami aerodynamicznymi, ze smukłą sylwetką o współczynniku oporu powietrza wynoszącym 0,194 Cd. Pomimo wyraźnie zarysowanej bryły tylnej części nadwozia, M03 zyskało otwieranie klapy tożsame z samochodami liftback. Samochód uplasował się w gamie jako najmniejszy produkt plasowany w klasie pojazdów kompaktowych.

### Sprzedaż
Xpeng Mona M03 powstał głównie z myślą o wewnętrznym rynku chińskim, trafiając do sprzedaży w sierpniu 2024 roku z najtańszym wariantem wycenionym na 200 tysięcy juanów. Samochód powstał z myślą o klientach prywatnych, bez planów wariantów przeznaczonych np. dla korporacji taksówkarskich.

### Dane techniczne
Mona M03 wyposażona została w pełni elektryczny układ napędowy tworzony przez jeden silnik przenoszący moc na przednią oś. Podstawowy zyskał moc 188 KM, a mocniejszy - 214 KM, w obu przypadkach z prędkością maksymalną ograniczoną do 155 km/h. Akumulatory typu LFP dostarczył oddział chińskiego konglomeratu BYD, spółka FinDreams.